# فرودگاه هاواردن
فرودگاه هاواردن (به انگلیسی: Hawarden Airport) (به زبان بومی: Chester Airport) یک فرودگاه همگانی حمل و نقل با کد یاتا CEG است که یک باند فرود آسفالت و بتن دارد و طول باند آن ۲۰۴۳ متر است. این فرودگاه در شهر چستر کشور انگلستان قرار دارد و در ارتفاع ۱۴ متری از سطح دریا واقع شده‌است.